# Балинт, Ласло
Ла́сло Ба́линт (венг. Bálint László; род. 1 февраля 1948, Будапешт) — венгерский футболист, защитник, после завершения карьеры игрока — футбольный тренер.

## Клубная карьера
Профессиональную карьеру начал в 1967 году в венгерском «Ференцвароше», в котором провёл большую часть своей карьеры (1967—1979). За этот клуб Ласло провёл 316 матчей и забил 37 голов. В 1979 году на 2 сезона перешёл в бельгийский «Брюгге», за который сыграл 48 матчей. После выступал во французских клубах «Тулуза» (1981—1983) и «Гренобль» (1983/84). В «Гренобле» Балинт завершил карьеру в 1984 году.

## Выступление за сборную
За сборную Венгрии Ласло провёл 76 матчей и забил 4 мяча. Серебряный призёр Летних Олимпийских игр 1972 в Мюнхене. Участник чемпионата мира 1978 года в Аргентине, чемпионата мира 1982 года в Испании и чемпионата Европы 1972 года в Бельгии.

## Карьера тренера
Сразу после завершения карьеры игрока Ласло в 1985 году стал тренером клуба из Второго дивизиона Венгрии, «Ракошполотай». В нём он проработал 2 сезона (1985—1987). В 1988 году Балинт тренировал сборную Венгрии. В том году сборная провела 6 матчей (2 победы, 2 ничьи и 2 поражения).

## Достижения

### «Ференцварош»
- Чемпион Венгрии: 1968, 1976, 1981
- Обладатель Кубка Венгрии: 1972, 1974, 1976, 1978

#### «Брюгге»
- Чемпион Бельгии: 1979/80

#### «Тулуза»
- Победитель Лиги 2: 1981/82

### В сборной
- Серебряный призёр Летних Олимпийских игр 1972

### Индивидуальные
- Футболист года в Венгрии: 1975